# آنه برگارا
آنه برگارا (انگلیسی: Ane Bergara؛ زادهٔ ۳ فوریهٔ ۱۹۸۷) بازیکن فوتبال اهل اسپانیا است.
از باشگاه‌هایی که در آن بازی کرده‌است می‌توان به باشگاه فوتبال زنان رئال سوسیداد و باشگاه فوتبال بارسلونا اشاره کرد.
وی همچنین در تیم‌های ملی فوتبال Spain women's national under-19 football team، زنان اسپانیا، و Basque Country women's national football team بازی کرده‌است.